# Mortizzuolo
Mortizzuolo  (Mursól in dialetto mirandolese o Mursùal nella variante mortizzuolese e sanfeliciana), è una frazione di Mirandola e San Felice sul Panaro in provincia di Modena. Dista 5 km sia da Mirandola sia da San Felice sul Panaro e 30 km dal capoluogo provinciale.
Zona di passaggio per molti paesi limitrofi come San Felice sul Panaro, Mirandola, Massa Finalese e San Biagio, accanto all'abitato passa la ferrovia Verona-Bologna.

## Etimologia

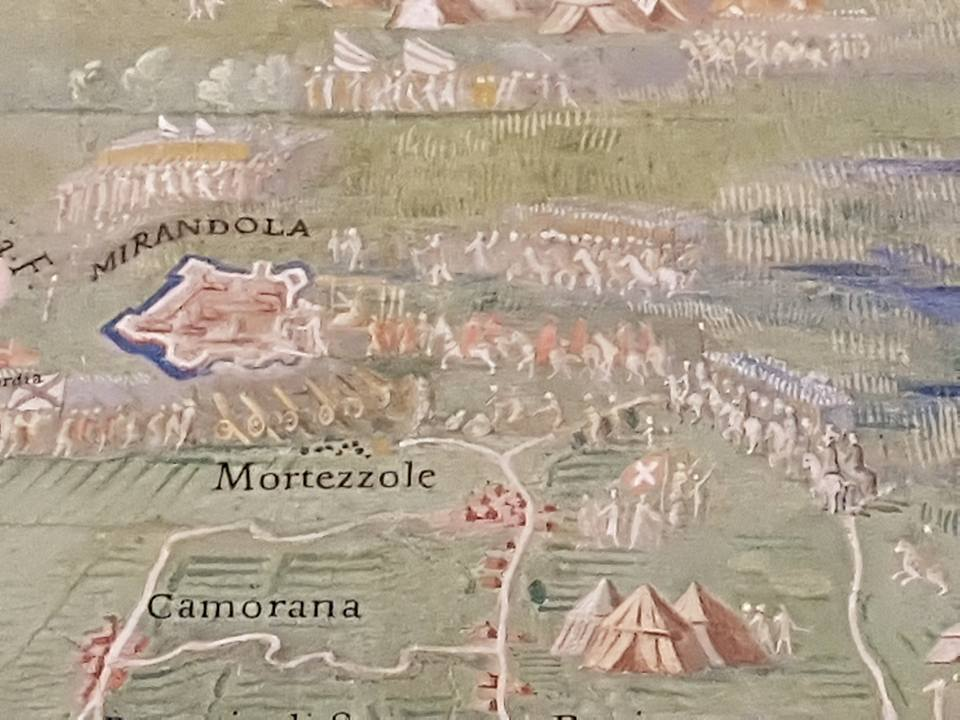
La località di Mortezzole durante l'assedio di Giulio II (Ignazio Danti, Ferrariae Ducatus, Galleria delle carte geografiche dei Musei Vaticani, Roma)

Il toponimo di Mortizzuolo ha dubbie origini, ma comunque legate al tema dell'acqua, abbondante nella zona. Secondo le possibili ricostruzioni, infatti potrebbe derivare da una storpiatura della parola "portizzuolo", in quanto prima delle bonifiche, nei pressi della chiesa, sorgeva un piccolo porto. Potrebbe altresì derivare dall'espressione marsi suoli, cioè maceri o paludi, che sono ambienti naturali tipici delle vicine valli mirandolesi; oppure da un tratto di senescenza fluviale.

## Storia
La Motta di Montirone, facente parte del territorio mortizzuolese, ospitò un fortilizio romano e in seguito un importante insediamento medievale e una chiesa, nominata in un documento dell'anno 963. Il toponimo di Mortizzuolo è citato invece per la prima volta nel 1222. Nel 1444 venne edificata (o sottoposta a restauro) l'attuale chiesa, il cui campanile ricorda quello che fu della chiesa di San Francesco a Mirandola.
Nel 1703 vi fu una grande battaglia fra l'esercito franco-spagnolo comandato dal generale Francesco Zanobi Filippo Albergotti e le truppe austro-piemontesi del conte Guido von Starhemberg, con un esito di oltre duemila morti.
Nel 1788 venne costituita la parrocchia di Mortizzuolo, che nel 1822 passò dalla diocesi di Reggio Emilia alla diocesi di Carpi.
Durante la seconda Repubblica cisalpina e il Regno Italico, con legge 23 maggio 1801 fu istituito il Comune di "Mortizzuolo con Gavello e San Martino in Spino", abolito con la Restaurazione a seguito di ratifica del decreto del duca di Modena del 12 gennaio 1815.

## Popolazione e superficie
La popolazione è di 987 abitanti, con una percentuale elevata di anziani. L'aggregato urbano, che conta circa 1 500 abitanti, ha la particolarità di occupare due comuni, quello di Mirandola e quello di San Felice sul Panaro. Infatti, l'abitato conta ufficialmente 987 abitanti (che corrispondono a quelli mirandolesi) mentre in paese ne vivono complessivamente più di 1500. I confini della Parrocchia dipendente dalla Diocesi di Carpi, mutati nel 2004 per accordi tra i vescovi di Modena e di Carpi, comprendono ora tutto il paese ovvero i 1 500 abitanti, nonostante appartengano a due comuni diversi. Un'altra sua peculiarità è l'ampia estensione del territorio frazionale (che si estende fino a lambire i confini col ferrarese) rispetto alle dimensioni limitate dell'aggregato urbano.

## Luoghi di Interesse
Nella zona a nord di Mortizzuolo, in località detta La Tomina,  vi è l'oasi faunistica delle Valli di Mortizzuolo, facente parte della più ampia zona di protezione speciale denominata Valli mirandolesi. La grande varietà di avifauna presente offre spunti di rilievo per i fotografi che vogliono scattare foto naturalistiche e attira gite scolastiche. Rilevante è la presenza di aironi (bianchi e cinerini), cavalieri d'Italia e cicogne. Il paesaggio delle valli è costituito essenzialmente da stagni e canneti, alternati a campi coltivati.
Degni di nota sono la chiesa di San Leonardo Limosino con il campanile trecentesco e la casa canonica che ospita affreschi del Puttini (del XVII secolo circa), restaurati tra il 2006 e il 2009 e gravemente danneggiati dal terremoto dell'Emilia del 2012.

## Economia e sviluppo
L'attività prevalente è l'agricoltura. I prodotti principali sono mele, pere, foraggio, barbabietole da zucchero, mais e frumento, ma anche angurie e meloni nelle valli. In zona vi sono anche allevamenti bovini e suini.
A causa delle ridotte dimensioni dell'abitato non vi sono industrie, mentre il settore terziario comprende i servizi di base (posta, farmacia, banca, scuola e ambulatorio medico) e alcuni negozi.
A partire dagli anni 2000 il paese sta vivendo un rilevante sviluppo urbanistico, iniziato con la sostituzione dei passaggio a livello con nuovi cavalcavia e la costruzione di nuove zone residenziali, alla ristrutturazione degli ambienti della parrocchia e alla realizzazione di un centro civico che ospita scuole elementari, e ufficio postale, condotta medica e un centro di aggregazione per giovani.

## Dopo il sisma
Come tutta la bassa modenese e le zone limitrofe, anche Mortizzuolo è stata duramente colpita dal terremoto del 2012, con gli epicentro delle due scosse principali verificatesi a meno di dieci chilometri dal paese.
I danni maggiori si sono registrati soprattutto sugli edifici rurali storici (casolari e fienili), e sulle strutture parrocchiali. Di queste ultime, il campanile è stato danneggiato il 20 maggio ed è crollato il 29 maggio, cadendo sulla chiesa; gravi danni anche alla casa canonica (riaperta nel 2023), teatro e asilo parrocchiale (quest'ultimo è stato riaperto nel 2016).